# Body art (konst)

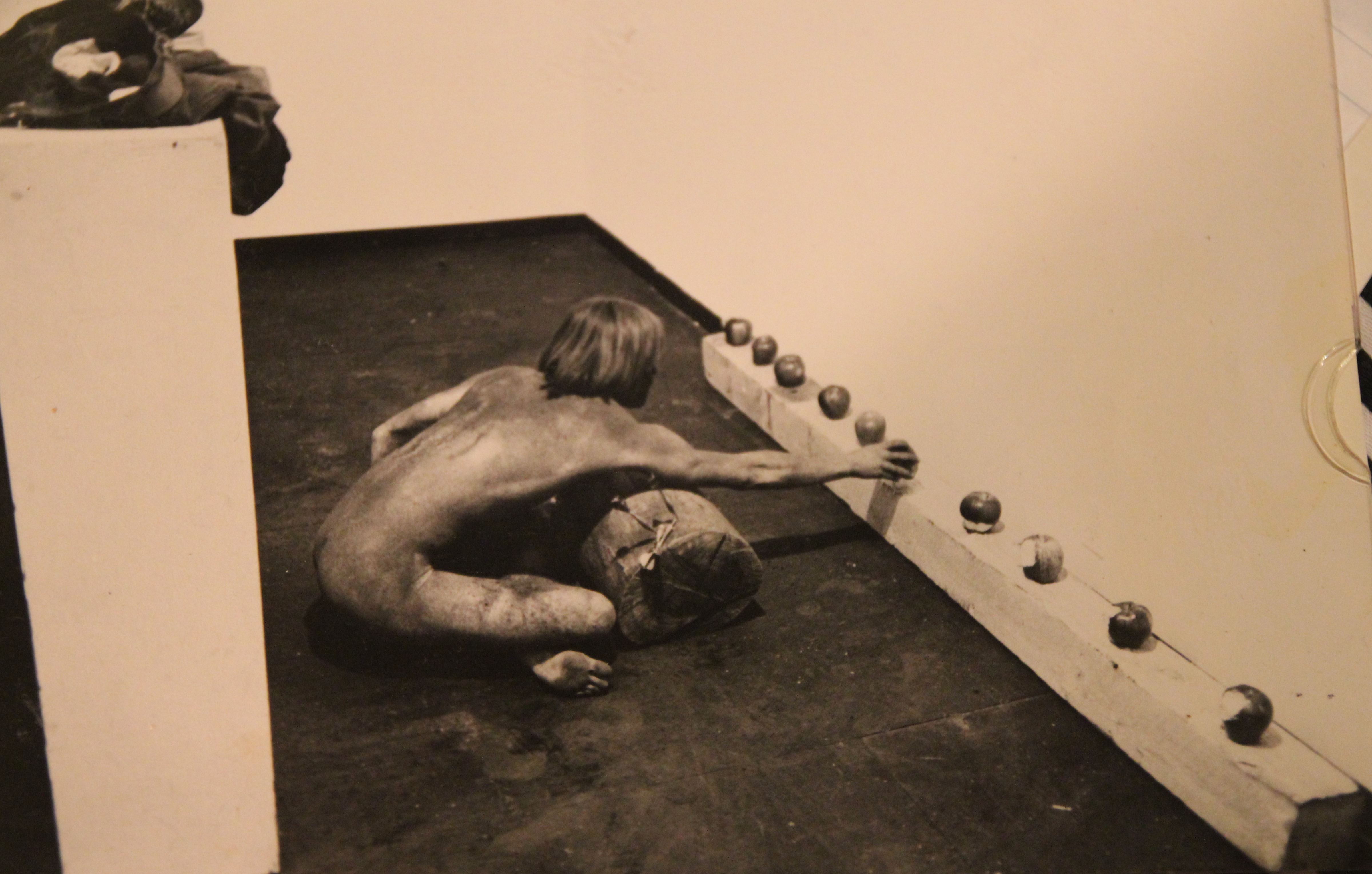
Mark Wilson täckt i aska i verket Ashes and Apples, askonsdagen 1972.

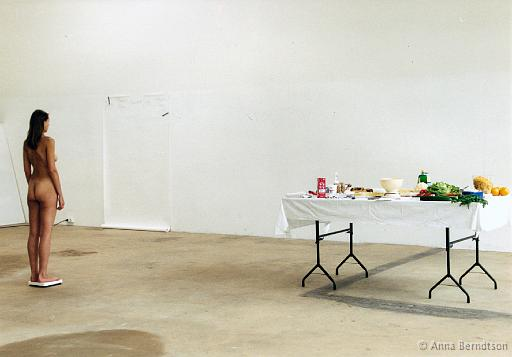
I Not Scared, 2002, står Anna Berndtson på en badrumsvåg. På bordet finns en köksvåg och livsmedel märkta med kaloriinnehåll. Publiken deltar genom att väga maten och mata konstnären, räkna ut kalorier och fylla i ett formulär på väggen med: Food, Weight – Food, Calories, Time, Weight.

Body art (engelska kroppskonst) betecknar den konstform och konstriktning där konstnärens, konstnärernas eller andra personers kroppar används som ett konstnärligt medium. Body art kan dels vara en form av performancekonst, där konstnären använder eller skändar den egna kroppen för att göra vissa statements, eller där verket innebär självskador eller att driva sin egen kropp mot dess fysiska gränser. Dels traditionellt utställda verk (artefakter), delar av eller från kroppar eller fotografier eller film som anknyter till kroppslighet. 
Under senare år har body art blivit del av en bredare diskussion kring kropp och kroppslighet och frågor kring exempelvis implantat, kroppen i symbios med modern teknik, virtuella kroppar samt hälsa och genus.

## Historia
Body art uppstod på 1960-talet och hade rötter i happening, Fluxus och i Yves Kleins imprints, avtryck på duk av människors kroppar som var insmorda i färg. Det blev en självständig konstform från slutet av 1960-talet. Liksom i flera av tidens konstströmningar önskade man komma ifrån måleriets och skulpturens fasta tradition. Body art gestaltas numera ofta som performance- eller aktionskonst direkt inför åskådaren, exempelvis Gilbert and George eller genom foto och film exempelvis Bruce McLeans fotografiska serie "Smile Piece", 1969, som visar hans leende i tre steg. 
Wienaktionisterna, en grupp skapad 1965 av Hermann Nitsch, Otto Muehl, Günter Brus och Rudolf Schwarzkogler genomförde många "aktioner", ofta sociala tabuföreställningar, kring exempelvis kön och avföring. Även Spencer Tunick, känd för sina arrangemang där han fotograferar många nakna människor, har betecknats som en konstnär inom body art.
En av de mest kända företrädarna är Marina Abramović som genomfört ett flertal uppmärksammade verk, där hon dansar tills hon kollapsar av utmattning och Dennis Oppenheims verk där han ligger i solljus med en bok på sitt bröst tills hans hud (utom det som täcktes av boken) blev illa solbränt. Det förekommer också mer extrema varianter, som tatueringar, kroppsmodifiering och destruktiv självstympning. Det har också förekommit konstverk där inplastade preparerade människokroppar ställts ut. 

## Konstnärer inom body art
- Marina Abramovic
- Vito Acconci
- Stuart Brisley
- Chris Burden
- Bob Flanagan
- Mona Hatoum
- Yves Klein
- Piero Manzoni
- Youri Messen-Jaschin
- Bruce Nauman
- Dennis Oppenheim
- Orlan
- Gina Pane
- Rudolf Schwarzkogler